# Balaka

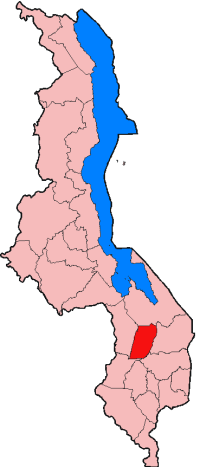
Distriktets placering i Malawi.

Balaka är ett av Malawis 28 distrikt och ligger i Southern Region. Huvudorten är Balaka.